# Phil Gramm
Phil Gramm (Fort Moore, 1942. július 8. –) az Amerikai Egyesült Államok szenátora (Texas, 1985–2002).